# 瞳音
瞳音（1994年7月25日—），本名薛成，中国配音演员，出生于河南省郑州市，郑州商学院毕业，曾为北斗企鹅工作室成员，2022年退出并加入藤韵文化。配音作品有动画微电影《梅仙饮》，动画《那年那兔那些事》《战国FAN》，大电影《樱桃小丸子：来自意大利的少年》等。

## 配音作品

### 动画

#### 待分类
- 巴恩————《地下城与勇士》
- 千尽峰————《墓王之王》
- 桂宝大表哥————《桂宝》
- 唐果————《索斯机械兽》（日本）
- ————《最后一球》
- ————《龙牌之谜》
- ————《金蝉脱壳》

#### 2015年
- 同学————《雏蜂》

#### 2016年
- 邢不更、蒜头————《战国FAN》
- 超群————《狠西游》
- 旁白————《女生宿舍日常》
- 雷达、吴老师等————《生死回放》
- 谭唱、警官————《一人之下》
- 汉斯猫、毛熊2、傻大木等————《那年那兔那些事儿》
- 棒子2————《那年那兔那些事儿 番外篇》
- 天空国王子、青蛙王子及诸多配角————《十万个冷笑话 第三季》
- 尔康、主持人等诸多配角————《凸变英雄》
- 陆离、闻宝童仆、黄秀才、考生A、弟子A、其他角色————《从前有座灵剑山》
- 亡灵3、鬼兵1、狂暴亡灵————《镇魂街》
- 楚离————《灵域》
- ？————《我家浴缸的二三事》（日本）
- ？————《血型君》
- ？————《龙心战纪》（日本）
- ？————《妖精的尾巴》（日本）
- ？————《梦想召唤王》

#### 2017年
- 梁辰哀、陈鹏————《理想禁区》
- 张二————《地灵曲》
- 卡牌少年（卡牌）————《酷跑英雄》
- 齐鹏————《我是江小白》
- 路人、混混、男猎人、男店员————《我的天劫女友》
- 贾正亮、极云、售票员————《一人之下2》
- 达莱尔————《神契幻奇谭》
- 老总兔、八一兔、面具兔、猴子、苏格拉宁等————《那年那兔那些事儿 第四季》
- 盖博————《艾莲娜公主》（美国）
- 镜子骑士、埃塔尔加————《赛罗奥特曼英雄传》（日本）

#### 2018年
- 梁心、男主播、牌友————《凸变英雄LEAF》
- 轻小说男主————《凸变英雄LEAF 小剧场》
- 哈罗德————《四海鲸骑》
- 白狼————《幻界王》
- 斯诺————《实验品家庭》
- 列巴男爵、马图斯————《超智能足球2 世界大赛篇》
- 洛风、李公子、暴躁天策、魁梧天策、其他角色————《剑网三·侠肝义胆沈剑心》
- 夏冬（冬冬）————《喂，看见耳朵啦！》
- 手下A————《天才玩偶》
- 尸魔————《一人之下2番外篇 天师下山》
- 齐鹏、齐北————《我是江小白 第二季》
- 源博雅————《阴阳师·平安物语》
- 格伦父————《重神机潘多拉》（日本）
- 罗岚————《暮光幻影》（日本）
- 中西太一————《足球小将(第4作)》（日本）
- 万作雄一郎————《闪电十一人：阿瑞斯的天秤》（日本）
- 冲矢昴————《名侦探柯南》（日本）
- 其他角色、孔海————《雪鹰领主》

#### 2019年
- 鲍威尔、旁白————《领风者》
- 跳伞兵————《追梦者》
- 旁白————《小怪兽成长日记》（日本）
- 白石、经纪人————《ULTRAMAN》（日本）
- 解说员、大川、立花淳之介、深町虎彦、保安B、潮哲也、神乐澄人、红色头巾、内藤辰树、犬山二之柱、玉木一朗、其他角色————《名侦探柯南》（日本）
- 太微、其他角色————《镇魂街 第二季》
- 洛风————《剑网三·侠肝义胆沈剑心 第二季》

#### 2020年
- 那伽王、其他角色————《剑网三·侠肝义胆沈剑心 第二季》
- 男粉丝D、其他角色————《无限少女48》
- 高猛————《天生我才怎么用》
- 西老大、锁链杀手————《妖精种植手册》
- 伊万、业障、恶人、白大褂、老师、军警、监察官、混混、测量器、黑衣人————《嗜谎之神》
- 独瓜求败、群众————《大理寺日志》
- 其他角色————《一人之下3入世篇》
- 其他角色————《望古神话之天选者》
- 其他角色————《最强蜗牛x不速之客》
- 石距、胖子阴阳师、路人阴阳师B————《没出息的阴阳师一家2》
- 骷髅十三————《任务大师》
- 群众————《雾山五行》
- 学生A————《快把我哥带走4》
- 薛成（师兄）、其他角色————《秦侠》
- 刘晓(中文)————《大欺诈师》（日本）
- 小杉裕雅、樋口正树、越元荣路、大出房矢、藤冈雄二、酒井千登势————《名侦探柯南》（日本）
- 钢铁冢、警察B、其他角色————《鬼灭之刃》（日本）
- 卦师————《剑网三·侠肝义胆沈剑心之长漂》
- 大师兄、其他角色————《我是大神仙》

#### 2021年
- 火锅之神、数据粉、其他角色————《汉化日记 第二季》
- 啄木鸟————《水豚汤馆》
- 明城（青年）、军官、其他角色————《魁拔之殊途》
- 大力、绿鹦鹉————《手机里的浣熊小镇》
- 刀疤————《绝顶》

### 动画电影
2016年
- 安村————《蜡笔小新：爆睡！梦之世界大突击》

#### 2017年
- 洪七公士兵、科学家————《十万个冷笑话2》

#### 2018年
- 河源浩一————《黑子的篮球：终极一战（日本）
- 潘东————《肆式青春》

#### 2019年
- 其他角色————《龙珠超：布罗利》（日本）
- 其他角色————《航海王：狂热行动》（日本）
- 其他角色————《若能与你共乘海浪之上》（日本）
- 冠萱————《罗小黑战记》

#### 2020年
- 十二金尊（乙）、小九阿父————《姜子牙》
- 其他角色————《海兽之子》（日本）
- 其他角色————《宝可梦：超梦的逆袭 进化》（日本）
- 保罗————《心灵奇旅》（美国）

### 有声漫画
2017年
- 舞长空————《斗罗大陆3龙王传说》

2018年
- 和菜头、曹瑾轩、赵昊辰、公羊墨、广播声————《斗罗大陆2绝世唐门》
- 林修逸（三皇子）、御前侍卫、祝融融————《帝王侧》

2019年
- 陈凛————《我在皇宫当巨巨》

2020年
- 高帆————《LILY》
- 陈凛、旁白————《我在皇宫当巨巨 第二季》
- 星屿————《恋爱云书》
- 石林虎————《完美世界》
- 渣男————《我不是教主》

待分类
- 景浩、林恒————《绝世武神》
- 宫少宸————《王爵的私有宝贝》
- 破坏————《神界传说》
- 图————《厌火：致命代码》

### 游戏
2020年
- 周先生————《青箱》
- 贾正亮、谭唱、极云、涂君房————《一人之下手游》
- 楚渊、寒宵、重明————《璀璨女王》
- 生化伪匠————《剑与远征》
- 高修————《侠道游歌》
- 伊舍那————《幻书启世录》

2019年
- 灵环————《健身环大冒险》
- 巫贤————《云梦四时歌》
- 李亨————《轩辕剑之龙舞云山》
- 莱特宁————《猫和老鼠手游》

2018年
- 呱呱、悟净————《非人学园》
- 武士队长————《忍者必须死3》
- 荀攸————《真·三国无双8》
- 余音、任谷————《恋世界》

2017年
- 舞长空————《龙王传说手游》
- 杜天祥、梦妖、阴蛟、许俊、妹妹————《神都夜行录》
- 江南茶客、YH4————网易H52
- 瘦匪————《侠客爷》
- 《时之扉》
- 《猩球崛起》
- 《千山好神团》

2016年
- 蛤蟆————《十万个冷笑话手游》
- 提示音————《龙之谷》
- 机甲、劳尔、受伤者————《兵器少女》
- 文森特————《斗地主》
- 蒋铁————《鬼吹灯》
- 守卫————《天天狼人杀》

2010年
- 周贽、天策、万花指引————《剑网三》

待分类
- 诸葛亮————《三国志战略版》
- 法正————《乱世王者》
- 宙斯、时空王、奥丁————《奥拉星》
- 罗不评————《大唐疑案录之诡案拾遗》
- 苏小北————《猎户座之梦》
- 松凌风————《一起来捉妖》
- 《炉石传说》《雀凤物语》《逆水寒》《十万个冷笑话手游》《一梦江湖》

### 广播剧
- 莫玄羽、何素————《魔道祖师》
- 李子强————《一个钢镚儿》
- 段念————《帝王攻略》
- 张飞————《镇魂街》
- 白无常————《暗界神使》
- 俞云、江煌、周思之————《热搜预定》
- 应允城————《成也萧何》
- 梁齐————《当年万里觅封侯》
- 胡一明————《这个世界没有真相》
- 蒙面人、旁白————《第二模式》
- 神秘人、旁白————《记忆贩卖》《记忆贩卖 第二季》
- 杨父————《艳势番 第五季（下）》《艳势番 第六季》
- 龙————《公主与龙》
- 邱文斌————《某某》
- 涂不显、其他角色————《含桃》
- 6号大叔————《端脑》
- 马英豪————《无心法师2》

### 特摄剧
- 盐见、木星和夫、克里斯————《偶像战士》
- 阿森————《欧布奥特曼》
- 凑活海————《罗布奥特曼》
- 埃塔尔加、镜子骑士————《赛罗奥特曼英雄传》
- 捷德升华器————《捷德奥特曼》
- 迅、旁白————《假面骑士01》
- 迅————《假面骑士 令和 The First Generation》
- 赤羽————《假面骑士Build》
- 剑崎一真————《假面骑士Zi-O》
- 赤羽————《Build NEW WORLD 假面骑士Grease》
- 假面骑士W、其他————《假面骑士 平成世代 FOREVER》
- 凑活海————《泰迦奥特曼剧场版：新生代之巅》
- 镜子骑士、升华器、松户森————《泽塔奥特曼》

### 漫改影视剧
2020年
- 其他角色————《城市猎人》（法国）

### 网络剧
- 关玺、龙一泽————《乘风少年》
- 葛五爷————《要命的镖》
- ————《嘉人本色》
- ————《拳拳四重奏》
- ————《爱情碎碎念》

### 其他
2020年
- 小李————《火锅城奇遇记》

## 音乐作品
- 《不想干活想泡在水里化开》（《水豚汤馆》片头曲）

## 综艺节目
- 2020年bilibili《我是特优声》